# Ophiorrhiza pubescens
Ophiorrhiza pubescens är en måreväxtart som beskrevs av Adolph Daniel Edward Elmer. Ophiorrhiza pubescens ingår i släktet Ophiorrhiza och familjen måreväxter.
Artens utbredningsområde är Filippinerna. Inga underarter finns listade i Catalogue of Life.